# Irv Williams
| Irv Williams                              | Irv Williams                              |
| Kattints az alábbi külső linkek egyikére! | Kattints az alábbi külső linkek egyikére! |
| ----------------------------------------- | ----------------------------------------- |
| Nem található szabad kép.(?)              |                                           |
| külső link · jogvédett                    | Irv Williams                              |

Irv Williams (?, 1919. augusztus 9. – Saint Paul, 2019. december 14.) amerikai dzsesszszaxofonos.

## Pályafutása
Először hegedülni, aztán klarinétozni tanult, majd a tenorszaxofon mellett döntött.
1942-ben Williams Saint Paul-ba (Minnesota) költözött. Pályafutása elején Ella Fitzgerald, Fletcher Henderson, Mary Lou Williams és Billy Eckstine mögötti zenekarokban játszott olyan helyszíneken, mint az Apollo Theater, a Howard Theater. Visszautasította Duke Ellington, Count Basie és Louis Armstrong turnémeghívásait, mert úgy döntött, hogy inkább része lesz a Minneapolis-Saint Paul ikervárosok dzsessztörténetének.
St. Paul különböző állami iskoláiban tanított. Közben a Minneapolis–Saint Paul vonzáskör minden dzsessz-helyszínén játszott, gyakran olyan sztárokkal is, mint Sarah Vaughan, Dizzy Gillespie vagy Johnny Hodges. Heti rendszerességgel fellépett a Dakota Jazz Clubban Minneapolis belvárosában.
Két házasságából kilenc gyermeke született. 100 évig élt.

## Albumok
- Keep the Music Playing (1994)
- Peace, with Strings (1996)
- STOP Look and Listen (2000)
- Encore (2001)
- That’s All (2004)
- Dedicated To You CD (2005)
- Duo – Irv Williams and Peter Schimke (2006)
- Finality (2008)
- Duke’s Mixture (2011)
- Then Was Then, Now Is Now (2014)
- Pinnacle – Irv Williams Trio (2015)

## Díjak
- 1984: Minnesota államtól a róla elnevezett „Irv Williams Day”-díjat először ő kapta meg
- 1990: Arcképe van a Minnesota állam hivatalos térképén
- 2005: A KBEM Winter Jazz Fesztiválon egyike volt a három életműdíjasnak
- Minnesota Jazz Hall of Fame
- Szaxofonját kiállították a Minnesota's Greatest Generation kiállításon a Minnesota History Centerben